# イスラエル・フィルハーモニー管弦楽団
イスラエル・フィルハーモニー管弦楽団（英: Israel Philharmonic Orchestra、略称：IPO、ヘブライ語:התזמורת הפילהרמונית הישראלית, ラテン文字転写：ha-Tizmoret ha-Filharmonit ha-Yisre'elit）は、イスラエルの主要なオーケストラで、世界有数のオーケストラの一つである。

## 概略
1936年、イスラエル建国に先立つイギリス委任統治領パレスチナ時代、ヴァイオリンの巨匠ブロニスワフ・フーベルマンの呼びかけに、ナチス・ドイツの脅威に晒されたユダヤ人をはじめとする数多くの音楽家が集結し、パレスチナ管弦楽団（英: Palestine Orchestra）が創設された。同年12月26日にテル＝アヴィヴにおいて催された第1回演奏会の指揮は、アルトゥーロ・トスカニーニ。イスラエルが建国された1948年に現名称になった。
頻繁な演奏旅行や録音の機会に恵まれ、しばしば首席指揮者に世界的な指揮者を迎えてきた。なかでもズービン・メータとの関係は半世紀以上に及ぶ。
1961年、メータは、当時25歳ながら急病の指揮者の代役に抜擢されてイスラエル・フィルと初共演を果たす。以降、共演を重ね、1968年から音楽顧問、1977年から音楽監督、そして1981年からは終身音楽監督を務めている。また、ユダヤ系指揮者や演奏家とのゆかりも深く、中でもレナード・バーンスタインとは1947年から密接な関係を結んでいた。
主なレパートリーは、ベートーヴェン、モーツァルト、メンデルスゾーン、ブラームス、チャイコフスキー、マーラーである。シェーンベルクのロマン派時代の作品もレパートリーに入っている。ユダヤ人演奏家に弦楽器奏者が多いことから、J.S.バッハ以降のヴァイオリン協奏曲もレパートリーに入っている。

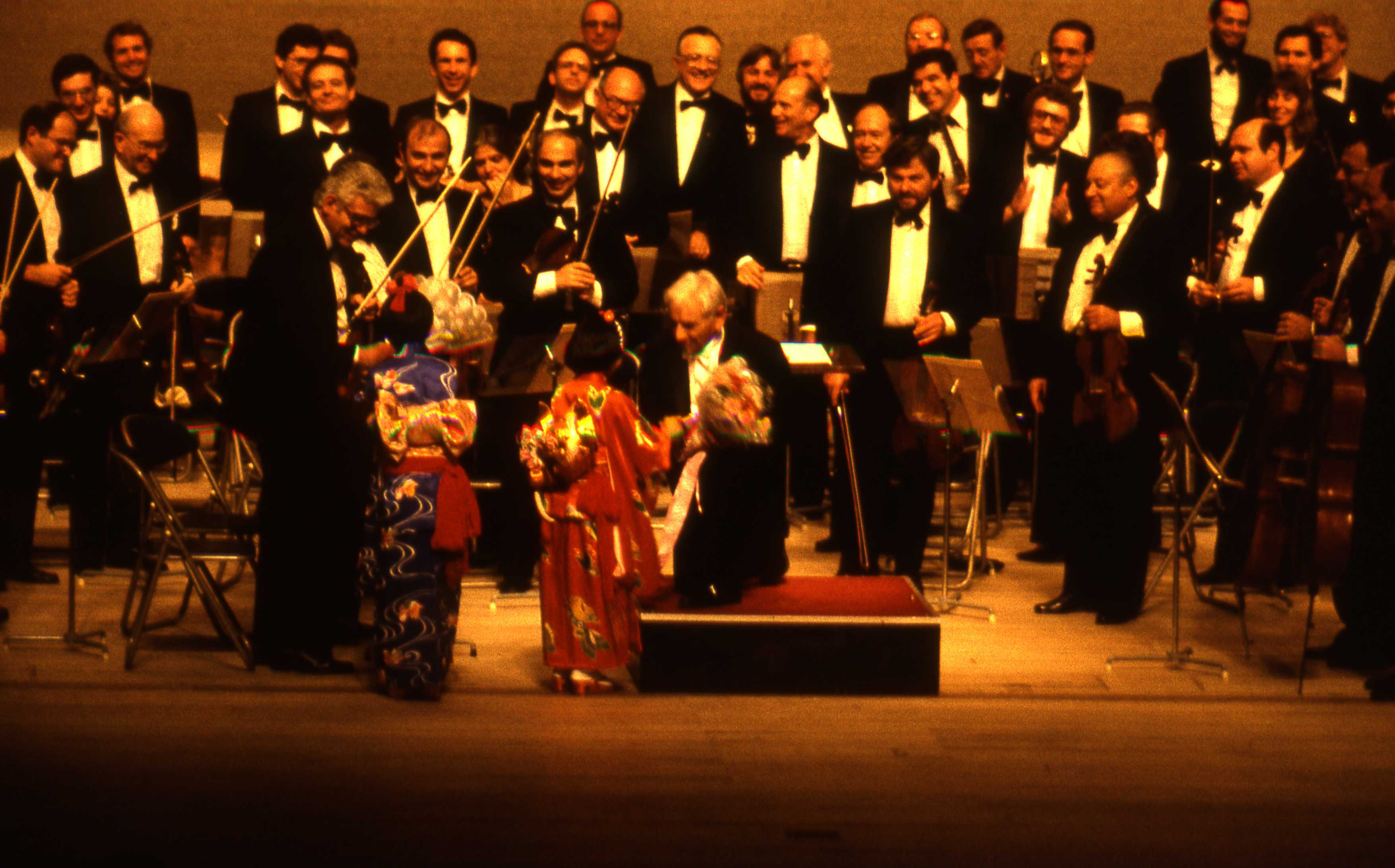
レナード・バーンスタインとフィルのメンバー(1985年来日、大阪フェスティバルホール。曲目はマーラー「交響曲第9番」)

一方、ワーグナーはその反ユダヤ主義的言質やナチス・ドイツの文化的アイコンとなってしまったがゆえに、事実上タブー視されている。1981年にメータがイスラエル・フィル演奏会のアンコールで『トリスタンとイゾルデ』の前奏曲を演奏したが、一部の団員は演奏を拒否し、観客の間に殴り合いが発生する事態となった。メータは数日後にやはりアンコールでワーグナーを取り上げたが、観客の激しい抗議を受け、数小節で演奏を中止している。イスラエルにおけるワーグナーへの抵抗は根強く、2001年にエルサレムでダニエル・バレンボイムがベルリン国立歌劇場管弦楽団とワーグナーを演奏した際も、抗議して会場を出て行く聴衆が見受けられた（詳細はバレンボイムの項を参照）。
リヒャルト・シュトラウスもドイツ第三帝国の御用文化人であったとして、ワーグナー同様の扱いを受けていた。シュトラウスは1990年代初頭から演奏されるようになり、メータ指揮による録音も存在する。
ブルックナーは、ヒトラーの熱愛した作曲家だったものの、メータの指揮によって録音が行われている。

## 主要な指揮者

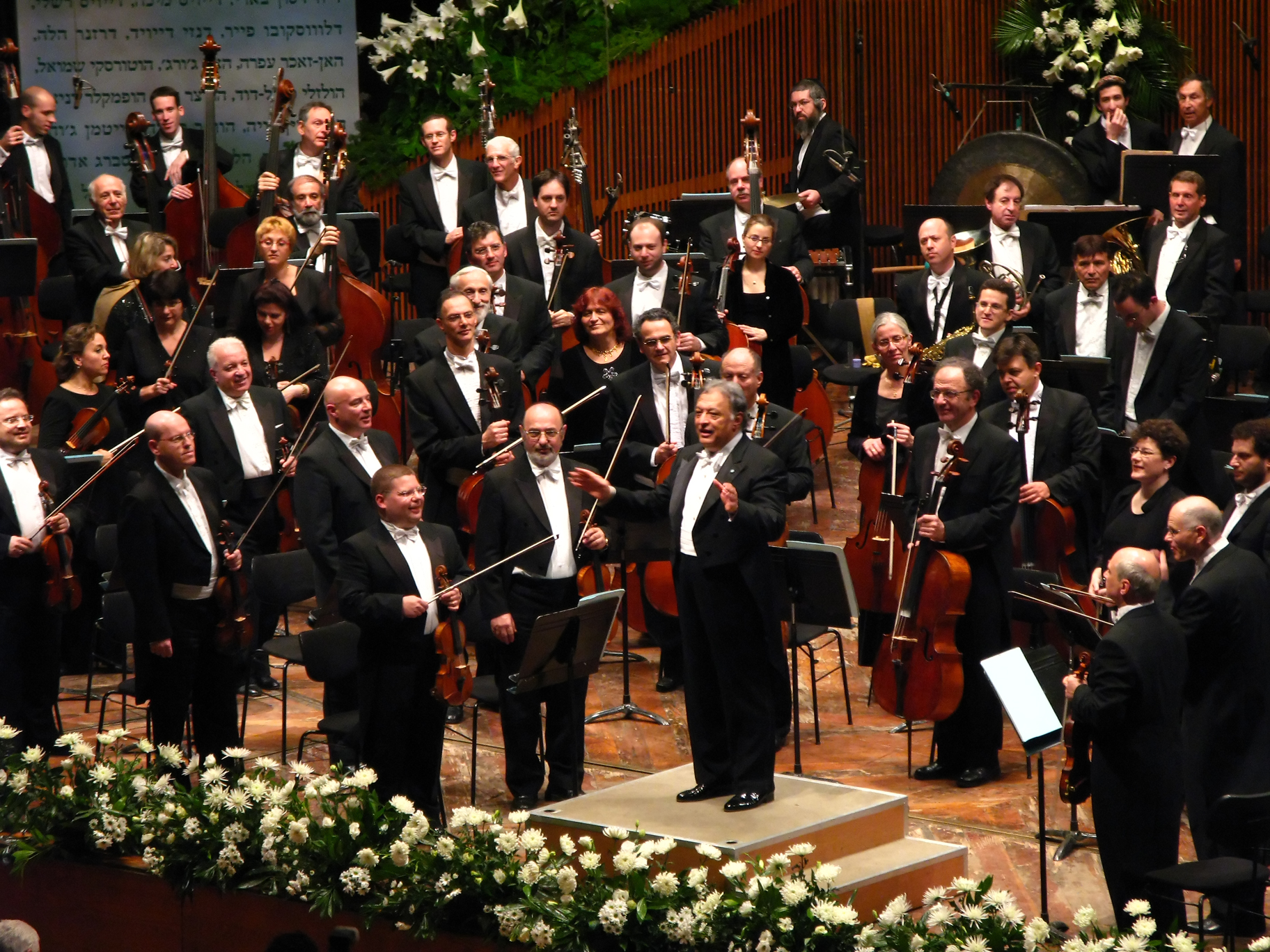
ズービン・メータとフィルのメンバー(創立70周年記念)

- 1936年-1938年 音楽顧問：ウィリアム・スタインバーグ
- 1947年-1990年 桂冠指揮者：レナード・バーンスタイン
- 1949年-1951年 音楽監督：ポール・パレー
- 1957年-1959年 音楽監督：ジャン・マルティノン
- 1968年-1977年 音楽顧問、1977年- 2019年 音楽監督：ズービン・メータ（1981年から終身音楽監督）
- 2020年- 音楽監督：ラハフ・シャニ